# Хендерсон, Джеймс Пинкни
Джеймс Пинкни Хендерсон (англ. James Pinckney Henderson; 31 марта 1808, Линкольнтон, Северная Каролина — 4 июня 1858, Вашингтон) — техасский и американский политик и военный деятель, первый губернатор штата Техас (1846—1847), сенатор США от Техаса (1857—1858), член демократической партии.

## Биография
Джеймс Пинкни Хендерсон родился в Линкольнтоне, Северная Каролина 31 марта 1808 года. Окончил юридическое отделение Университета Северной Каролины (University of North Carolina) и был допущен к юридической практике в 1829 году. Вскоре после этого он начал службу в ополчении Северной Каролины, где дослужился до звания полковника.

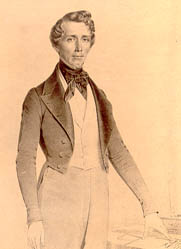
Дж. П. Хендерсон (1830-е годы)

В 1835 году Хендерсон переехал в город Кантон, штат Миссисипи, где он начал юридическую практику. В то же время он стал приверженцем борьбы Техаса за независимость от Мексики, занимался сбором средств для техасской армии, и в конце концов отправился в Техас добровольцем. К тому времени как их группа прибыла в Техас в июне 1836 года, уже была провозглашена Республика Техас (в марте) и после Битвы при Сан-Хасинто (произошедшей 21 апреля) были подписаны Веласкские договоры (в мае). Временный президент Республики Техас Дэвид Бурнет (David G. Burnet) назначил Хендерсона бригадным генералом армии Техаса и поручил ему возвратиться в Северную Каролину для вербовки солдат на техасскую службу.
После того как Сэм Хьюстон стал президентом Республики Техас (5 сентября 1836 года), он назначил Хендерсона генеральным прокурором республики (Attorney General). В декабре 1936 года Хендерсон стал государственным секретарём республики Техас (Secretary of State), заменив скончавшегося Стивена Остина. В начале 1837 года Сэм Хьюстон назначил Хендерсона министром республики Техас в Англии и Франции (Minister to England and France), где ему удалось добиться международного признания республики Техас и заключить торговые соглашения.
В это время он встретился со своей будущей женой Фрэнсис Кокс, которая была переводчицей и владела несколькими языками. Они поженились в Лондоне 30 октября 1839 года. В 1840 году они переехали в Сан-Огастин (Техас), где Хендерсон продолжил свою частную юридическую практику. У них было 5 детей, но только три дочери дожили до взрослого возраста.
В 1844 году Хендерсон был послан в Вашингтон, чтобы подготовить документы для аннексии Техаса США. Документы были окончательно утверждены Сенатом США 29 декабря 1845 года. К тому времени Хендерсон уже возвратился в Техас и победил на выборах первого губернатора Техаса, которые проводились в ноябре 1845 года, ещё до окончательного утверждения аннексии. Он официально вступил в должность губернатора Техаса 19 февраля 1846 года.
В апреле 1846 года началась американо-мексиканская война. Хендерсон оставил свой пост губернатора и стал командиром отряда техасских рейнжеров. Он служил в ранге генерал-майора под руководством будущего президента США Закари Тейлора. После этого Хендерсон вернулся к исполнению обязанностей губернатора Техаса, но в конце 1847 года не стал избираться на второй срок.
С ноября 1857 года он работал в Вашингтоне сенатором США от штата Техас, до самой своей смерти 4 июня 1858 года. Он был похоронен на кладбище штата Техас (англ. Texas State Cemetery).
В честь первого губернатора штата Техас названы округ Хендерсон и город Хендерсон в округе Раск в Техасе, а также начальная школа в Хьюстоне (James Pinckney Henderson Elementary School).